# 小島正重
小島 正重（こじま まさしげ、生年不明 - 寛文8年4月28日（1668年6月7日）は、江戸時代の代官。治水家。伊奈氏の親族。

## 人物
生年不明。三河国出身。通称は庄右衛門。伊奈忠治に仕え、江戸川開削の治水事業や庄内領の新田開発に貢献した。小流寺を建立し、1668年（寛文8年）に死去した。日光御成街道川口宿赤山近辺に住居を構え、晩年は粕壁宿付近の上吉妻宝珠花で過ごした。

## 江戸川開削
伊奈忠治の利根川東遷事業の一環として、下総国関宿（現在の野田市・旧関宿町）～下総国金杉(現在の北葛飾郡松伏町)～下総国庄内領宝珠花（現在の春日部市・旧庄和町）にかけて利根川の水を庄内古川の新水路に引き込む工事を18年かけて行い、現在の江戸川上流部の基礎を築いた。該当周辺地域は古来より水はけが悪く、正重は、利根川の水を庄内古川に注ぐべきだと、伊奈忠治に進言したと伝えられている (南埼玉郡制誌)。
工事の結果、江戸川の水運が発達し、関宿から江戸へ、流山のみりんや野田の醤油などの物資輸送が活発となった。皇室や将軍家への御用達品が数多く江戸へ送られた。明治時代中期に東武野田線が開通するまで当地域では水運が主要な流通基幹となった。

## 墓所
小流寺小島庄右衛門墓（春日部市）

## その他
現在でも、小島正重の子孫が、春日部市上吉妻や水角、金崎地区に居住していることが判明している (春日部市史第3巻近世史料編)。